# Список банков, лишённых лицензии в 2022 году (Россия)

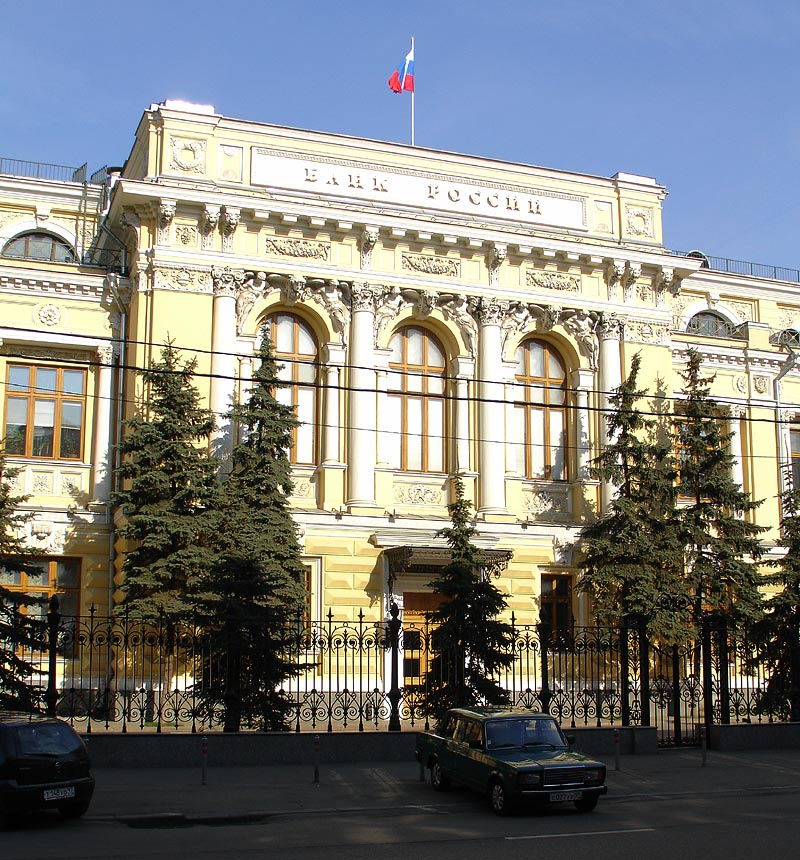
Здание Центрального Банка России на Неглинной улице

В список включены все кредитные организации России, у которых в 2022 году была отозвана или аннулирована лицензия на осуществление банковской деятельности.
За 2022 год Центральный банк Российской Федерации отозвал лицензии у 3 кредитных организаций, из которых 2 лицензии были отозваны у банков и 1 — у и небанковской кредитной организации; кроме того, лицензии были аннулированы у 7 банков и у 2 небанковских кредитных организаций, что является минимальным значением за XXI век.

## Легенда
Список разбит на четыре раздела по кварталам 2022 года. Внутри разделов организации отсортированы по месяцам, внутри месяца по датам закрытия, внутри одной даты по номеру документа об отзыве или аннулировании лицензии.
Таблица:
- Дата — дата отзыва/аннулирования лицензии.
- Приказ — номер приказа или иного документа об отзыве/аннулировании лицензии.
- Регион — населённый пункт или регион регистрации банка.
- АСВ — является ли кредитная организация участником системы страхования вкладов.
- Причины — основные причины отзыва или аннулирования лицензии.

Сокращения:
- АБ — акционерный банк.
- АО — акционерное общество.
- КБ — коммерческий банк.
- НКО — небанковская кредитная организация.
- ООО — общество с ограниченной ответственностью.
- ПАО — публичное акционерное общество.
- РНКО — расчётная небанковская кредитная организация.

Выделение строк цветом:
- — выделение светло-зелёным цветом означает, что лицензия организации была аннулирована.
- — выделение светло-жёлтым цветом означает, что лицензия организации была отозвана.

## 1 квартал
В разделе приведены все кредитные организации, у которых в 1-м квартале 2022 года была отозвана или аннулирована лицензия.
| Наименование                                    | Основ. | Лиц.  | Дата       | Приказ        | Регион        | АСВ | Причина | Прим.         |
| ----------------------------------------------- | ------ | ----- | ---------- | ------------- | ------------- | --- | --- | ------------- |
| Январь                                          |        |       |            |               |               |     | |               |
| ПАО «Запсибкомбанк»                             | 1990   | 918   | 01.01.2022 | 2227700283919 | Тюмень        | Да  | Прекращение деятельности в связи с реорганизацией в форме присоединения к АО «БМ-Банк». | [ 3 ] [ 4 ]   |
| ООО КБ «Кольцо Урала»                           | 1991   | 65    | 01.01.2022 | 2227700285690 | Екатеринбург  | Да  | Прекращение деятельности в связи с реорганизацией в форме присоединения к АО «БМ-Банк». | [ 5 ] [ 6 ]   |
| Февраль                                         |        |       |            |               |               |     | |               |
| АО «Консервативный Коммерческий Банк»           | 1990   | 1087  | 11.02.2022 | ОД-283        | Астрахань     | Да  | Нарушение федеральных законов, регулирующих банковскую деятельность, а также нормативных актов Банка России. Нарушение требований законодательства в области противодействия легализации (отмыванию) доходов, полученных преступным путем, и финансированию терроризма. | [ 7 ] [ 8 ]   |
| ООО НКО «Единая Расчетная Палата»               | 1992   | 384-К | 11.02.2022 | ОД-285        | Сергиев Посад | Нет | Нарушение федеральных законов, регулирующих банковскую деятельность, а также нормативных актов Банка России | [ 9 ] [ 10 ]  |
| ПАО КБ «Восточный»                              | 1991   | 1460  | 14.02.2022 | 2224400017719 | Благовещенск  | Нет | Прекращение деятельности в связи с реорганизацией в форме присоединения к ПАО «Совкомбанк». | [ 11 ] [ 12 ] |
| Банк «Национальная Факторинговая Компания» (АО) | 2003   | 3437  | 14.02.2022 | 2224400017730 | Москва        | Нет | Прекращение деятельности в связи с реорганизацией в форме присоединения к ПАО «Совкомбанк». | [ 13 ] [ 14 ] |

## 2 квартал
В разделе приведены все кредитные организации, у которых в 2-м квартале 2022 года была отозвана или аннулирована лицензия.
| Наименование            | Основ. | Лиц.   | Дата       | Приказ        | Регион | АСВ | Причина | Прим.         |
| ----------------------- | ------ | ------ | ---------- | ------------- | ------ | --- | --- | ------------- |
| Апрель                  |        |        |            |               |        |     | |               |
| АО РНКО «Синергия»      | 1994   | 2884-К | 15.04.2022 | ОД-761        | Москва | Да  | Прекращение деятельности в порядке добровольной ликвидации.                                                 | [ 15 ] [ 16 ] |
| Май                     |        |        |            |               |        |     | |               |
| ПАО «РГС Банк»          | 1994   | 3073   | 01.05.2022 | 2227703858534 | Москва | Нет | Прекращение деятельности в связи с реорганизацией в форме присоединения к ПАО Банк «ФК Открытие»            | [ 17 ] [ 18 ] |
| Июнь                    |        |        |            |               |        |     | |               |
| ПАО «КВАНТ МОБАЙЛ БАНК» | 1990   | 1189   | 14.06.2022 | 2222800090819 | Москва | Нет | Прекращение деятельности в связи с реорганизацией в форме присоединения к АО «Азиатско-Тихоокеанский Банк». | [ 19 ] [ 20 ] |

## 3 квартал
В разделе приведены все кредитные организации, у которых в 2-м квартале 2022 года была отозвана или аннулирована лицензия.
| Наименование         | Основ. | Лиц.   | Дата       | Приказ  | Регион | АСВ | Причина | Прим.         |
| -------------------- | ------ | ------ | ---------- | ------- | ------ | --- | --- | ------------- |
| Август               |        |        |            |         |        |     | |               |
| АО «Кросна-Банк»     | 1993   | 2607   | 12.08.2022 | ОД-1704 | Москва | Да  | Нарушение федеральных законов, регулирующих банковскую деятельность, а также нормативных актов Банка России. Нарушение требований законодательства в области противодействия легализации (отмыванию) доходов, полученных преступным путем, и финансированию терроризма. | [ 21 ] [ 22 ] |
| ООО НДКО Лэнд Кредит | 1991   | 1478-Д | 12.08.2022 | ОД-1708 | Москва | Нет | Прекращение деятельности в порядке добровольной ликвидации. | [ 23 ] [ 24 ] |

## 4 квартал
В разделе приведены все кредитные организации, у которых в 4-м квартале 2022 года была отозвана или аннулирована лицензия.
| Наименование   | Основ. | Лиц. | Дата       | Приказ  | Регион    | АСВ | Причина                                                     | Прим.         |
| -------------- | ------ | ---- | ---------- | ------- | --------- | --- | ----------------------------------------------------------- | ------------- |
| Октябрь        |        |      |            |         |           |     |                                                             |               |
| КБ «ОБР» (ООО) | 1990   | 1016 | 14.10.2022 | ОД-2119 | Чебоксары | Да  | Прекращение деятельности в порядке добровольной ликвидации. | [ 25 ] [ 26 ] |

## Статистика

### Закрытие по месяцам
| Закрытие по месяцам | Закрытие по месяцам | Закрытие по месяцам | Закрытие по месяцам | Закрытие по месяцам |
| Месяц               |                     |                     |                     | Количество          |
| ------------------- | ------------------- | ------------------- | ------------------- | ------------------- |
| Январь              |                     |                     | 2                   |                     |
| Февраль             |                     |                     | 4                   |                     |
| Март                |                     |                     | 0                   |                     |
| Апрель              |                     |                     | 1                   |                     |
| Май                 |                     |                     | 1                   |                     |
| Июнь                |                     |                     | 1                   |                     |
| Июль                |                     |                     | 0                   |                     |
| Август              |                     |                     | 2                   |                     |
| Сентябрь            |                     |                     | 0                   |                     |
| Октябрь             |                     |                     | 1                   |                     |
| Ноябрь              |                     |                     | 0                   |                     |
| Декабрь             |                     |                     | 0                   |                     |

### Комментарии
1. ↑  По инициативе Банка России, согласно требований статьи 20 Федерального закона «О банках и банковской деятельности».
2. ↑  По инициативе собственников компании или в порядке её реорганизации.